# 3. redovita opća skupština Biskupske sinode
Treća redovita opća skupština Biskupske sinode održana je od 27. rujna do 26. listopada 1974. godine. Tema sinode bila je: Evangelizacija u modernom svijetu.
U radu sinode biskupa sudjelovalo je 209 sinodalnih otaca. Kao predstavnik hrvatskoga episkopata sudjelovao je pomoćni zagrebački biskup Mijo Škvorc.
Tijekom zasjedanja posebna je grupa priredila dokument o evangelizaciji koji se sastojao od četiri dijela. Zbog velikih razlika u teološkom i pastoralnom poimanju evangelizacij na glasovanju je prihvaćen samo prvi dio predloženoga dokumenta s naslovom Evangelizacija u sebi, tj. služenje Evanđelja po djelovanju Crkve. Kako više nije bilo vremena za doradu odbijenoga dokumenta ili pripremu novoga predloženo je da posebno povjerenstvo sastavi poruku o evangelizaciji koju bi se uputilo cijeloj Crkvi.
Dana 25. listopada usvojena je Izjava o evangelizaciji In Spiritu Sancto. Dva dana prije toga, 23. listopada, usvojena je Izjava o pravima čovjeka i pomirenju Beatissimus pater.
Materijalima sa sinode poslužio se papa Pavao VI. prigodom pisanja dokumenta Evangelii nuntiandi.

### Članci
- Vukšić, Tomo. 2006. Teme i način rada generalnih biskupskih sinoda (1967.-2001.). Vrhbosnensia. Univerzitet u Sarajevu – Katolički bogoslovni fakultet. Sarajevo. 10 (1): 49–78